# Marta Sanz

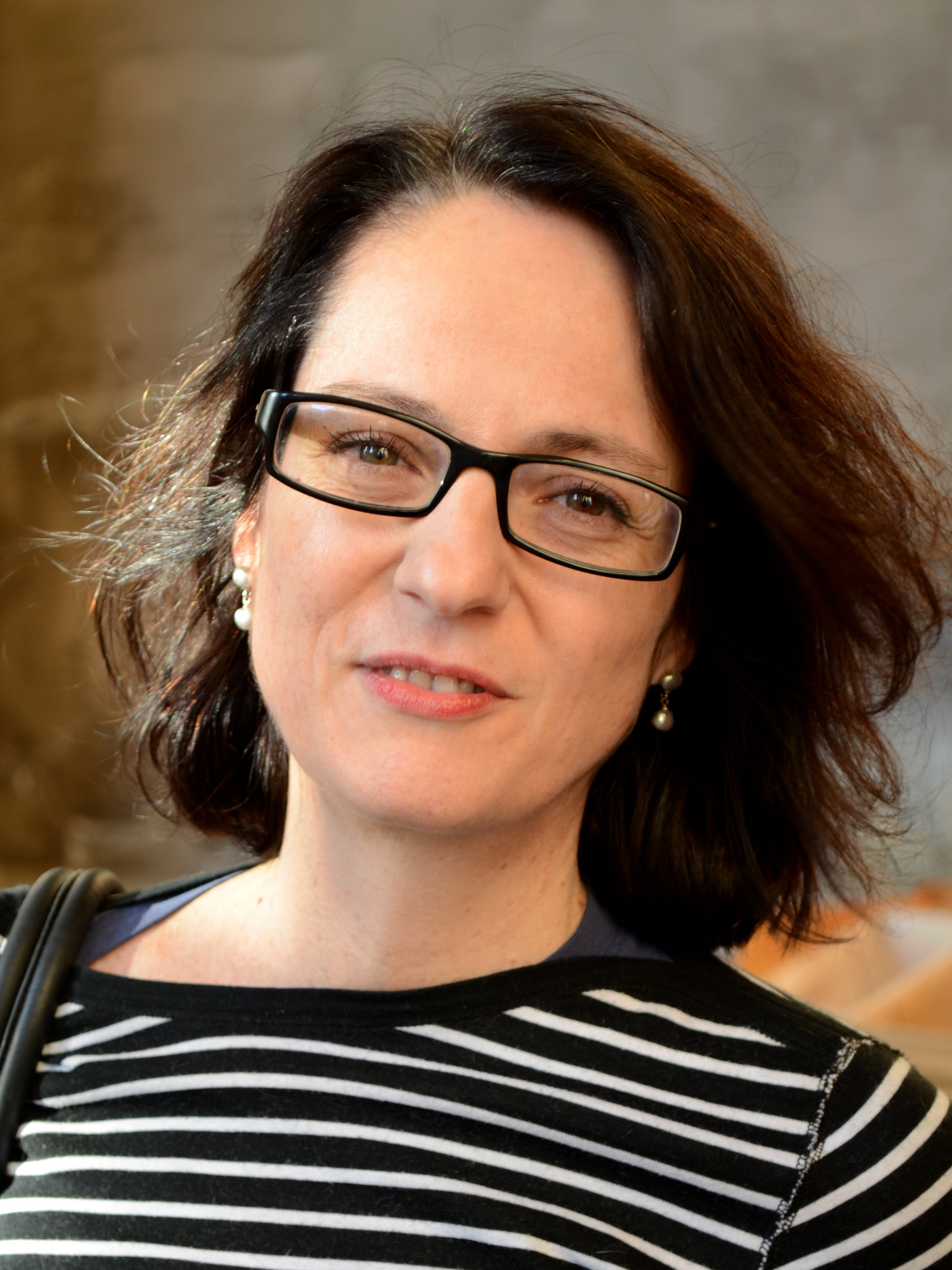
Marta Sanz (2014)

Marta Sanz Pastor (* 1967 in Madrid) ist eine spanische Schriftstellerin. Sie ist als Literaturkritikerin in verschiedenen Medien aktiv, unter anderem in der Literaturbeilage Babelia von El País, der Zeitschrift Mercurio sowie der Internet-Seite La tormenta en un vaso. Sie war Dozentin an der Universität Nebrija in Madrid und leitete die literarische Zeitschrift Ni hablar.

## Leben
Sie promovierte in zeitgenössischer Literatur an der Universität Complutense in Madrid und ihre Doktorarbeit handelt über die Spanische Poesie zur Zeit der Transición (1975–1986). Ihre literarische Karriere fing an, als sie sich für einen Schreibworkshop an der Escuela de Letras in Madrid einschrieb und den Verleger Constantino Bértolo kennenlernte, der ihre ersten Romane im Debate-Verlag veröffentlichte.

## Prosa
Sie wurde Finalistin des Premio Nadal im Jahr 2006 für einen anderen Roman, Susana y los viejos. In ihrem Roman La lección de anatomía (RBA, 2008, wiederverlegt in Anagrama im Jahr mit einem Vorwort von Rafael Chirbes) verwendet sie ihre eigene Biographie als literarisches Material. Im Kriminalroman Black, black, black (Anagrama, 2010) schuf sie die Figur des homosexuellen Detektivs Arturo Zarco und wurde damit Halbfinalistin für den Premio Herralde im Jahr 2009. Die Autorin ließ die Figur des Zarco in ihrem Roman Un buen detective no se casa jamás (Anagrama, 2012) wieder aufleben. Der Detektiv taucht wieder in Pequeñas mujeres rojas (Anagrama, 2020) auf, dem Werk, das die Trilogie abschließt. Im Jahr 2013 veröffentlicht sie Daniela Astor y la caja negra (Anagrama, 2013), wo sie die Welt der Pop Culture und die Schauspielerinnen der spanischen Transición wie Susana Estrada, María José Cantudo oder Amparo Muñoz wieder aufleben lässt. Nach seiner Veröffentlichung erhielt dieser Roman unterschiedliche Auszeichnungen (den Tigre-Juan-Preis, den Cálamo-Preis „Otra mirada“ 2013 und den Preis der Literaturkritikseite Estado Crítico).

## Andere Genres
Abgesehen von ihrer Arbeit als Romanautorin, hat sie auch Kurzgeschichten, Piesie, Essays, Reiseartikel und Kommentare geschrieben. Sie schreibt regelmäßig für die Zeitungen El País (mit Reiseberichten im Ergänzungsheft „El Viajero“), Público (in der Rubrik „Culturas“) und für das Magazin El Cultural von El Mundo. Bei InfoLibre arbeitet sie normalerweise für die Rubrik „El cuento de todos“, in der mehrere Autoren eine Geschichte gemeinsam entwickeln.

## Politik
Während des Wahlkampfs 2011 äußerte sie ihre Unterstützung der Kandidatur von Izquierda Unida.

### Prosa
- El frío. Debate, Madrid 1995. Wiederverlegt durch Caballo de Troya, Madrid 2012, ISBN 978-84-96594-68-5.
- Lenguas muertas. Debate, Madrid 1997, ISBN 84-8306-075-2.
- Los mejores tiempos. Debate, Madrid 2001, ISBN 84-8306-376-X.
- Animales domésticos. Destino, Barcelona 2003, ISBN 84-233-3462-7.
- Susana y los viejos. Destino, Barcelona 2006, ISBN 84-233-3815-0 (Finalist des Premio Nadal).
- La lección de anatomía. RBA, Barcelona 2008. Neue Edition Anagrama, Madrid 2014, ISBN 978-84-339-9777-7.
- Black, black, black. Anagrama, Barcelona 2010, ISBN 978-84-339-7207-1.
- Un buen detective no se casa jamás. Anagrama, Barcelona 2012.[12]
- Amour Fou. La Pereza Ediciones, Miami 2013, ISBN 978-0-615-91521-0.
- Amor fou. Nueva versión. Anagrama, Barcelona 2018, ISBN 978-84-339-9853-8.
- Daniela Astor y la caja negra. Anagrama, Barcelona 2013.[13][6]
- Farándula. Barcelona, Anagrama 2015, ISBN 978-84-339-9800-2 (Auszeichnung Herralde-Romanpreis).
- Clavícula. Anagrama, Barcelona 2017, ISBN 978-84-339-9829-3.
- Retablo. Páginas de Espuma, Madrid 2019, ISBN 978-84-8393-260-5 (Illustrationen von Fernando Vicente).
- Pequeñas mujeres rojas. Anagrama, Barcelona 2020, ISBN 978-84-339-9896-5.
- Parte de mí. Anagrama, Barcelona 2021, ISBN 978-84-339-9924-5.

### Aufsätze
- No tan incendiario. Editorial Periférica, Cáceres 2014.
- Éramos mujeres jóvenes. Fundación José Manuel Lara, Madrid 2016.[1]
- Monstruas y centauras. Anagrama, Barcelona 2018.

### Essays
- Perra mentirosa / Hardcore. Bartleby, Madrid 2010, ISBN 978-84-92799-17-6.
- Vintage. Bartleby, Madrid 2013.[14] Auszeichnung der Crítica de Madrid al mejor poemario de 2014.
- Cíngulo y estrella. Bartleby, Madrid 2015.
- La vida secreta de los gatos. Lunwerg Editores, Barcelona 2020, ISBN 978-84-17858-98-8.

### Verlegerin
- Tsunami. Miradas feministas. Sexto Piso, Madrid 2019, ISBN 978-84-17517-31-1.
- Metalingüísticos y sentimentales: antología de la poesía española (1966–2000), 50 poetas hacia el nuevo siglo. Biblioteca Nueva, Madrid 2007, ISBN 978-84-9742-567-4.
- Libro de la mujer fatal. 451 Editores, Madrid 2009 (Anthologie von Texten verschiedener Autoren über das Thema der Femme fatale).

### Sammelwerke
- Tranquilas: Historias para ir solas por la noche. Ausgabe von María Folguera und Carmen G. de la Cueva. Lumen, 2019.
- Hombres (y algunas mujeres). Edición de Rosa Montero. Autorinnen: Elia Barceló, Nuria Barrios, Espido Freire, Nuria Labari, Vanessa Montfort, Lara Moreno, Claudia Piñeiro, Marta Sanz, Elvira Sastre, Karla Suárez y Clara Usón. Zeitschrift Zenda, 2019.
- Drogadictos. Demipage, 2017. Autoren: Lara Moreno, Sara Mesa, Juan Gracia Armendáriz, Juan Bonilla, Marta Sanz, Javier Irazoki, Manuel Astur, José Ovejero, Richard Parra, Andrés Felipe Solano, Mario Bellatin und Carlos Velázquez.
- 666. Ausgabe von Carmen Jiménez. Autoras: Elia Barceló, Cristina Cerrada, Marta Sanz, Pilar Adón, Esther García Llovet und Susana Vallejo. Sub Urbano, 2014.
- Nómadas (Playa de Ákaba, Barcelona, 2013; Auswahl und Prolog von Elías Gorostiaga). ISBN 978-84-941451-4-8.* «Cigüeñas» (Text über Federico Fellini y Giulietta Masina), in VV.AA., Ellos y ellas. Relaciones de amor, lujuria y odio entre directores y estrellas (Co-Autoren: Hilario J. Rodríguez y Carlos Tejeda). Calamar / Filmfestival Huesca, 2010.[15]
- «Mariposas amarillas», Erzählung im Band: Lo que los hombres no saben... el sexo contado por las mujeres, (herausgegeben und eingeleitet von Lucía Etxebarria), Martínez Roca/La Erótica Booket, 2009.
- Katalog für Fotografie David Palacín für die Biennale in Dakkar (2002).[16]